# Alexander Kopacz
Alexander Kopacz (London, 26 de enero de 1990) es un deportista canadiense que compite en bobsleigh en la modalidad doble.
Participó en los Juegos Olímpicos de Pyeongchang 2018, obteniendo una medalla de oro en la prueba doble (junto con Justin Kripps).
En 2013 se graduó en Ingeniería Mecánica por la Universidad de Western Ontario.

## Palmarés internacional
| Juegos Olímpicos | Juegos Olímpicos            | Juegos Olímpicos | Juegos Olímpicos |
| Año              | Lugar                       | Medalla          | Prueba           |
| ---------------- | --------------------------- | ---------------- | ---------------- |
| 2018             | Pyeongchang (Corea del Sur) | Medalla de oro   | Doble            |